# 埃瓦爾茲 (伊利諾伊州)
埃瓦爾茲（英語：Evarts）是位於美國伊利諾伊州斯蒂芬森縣的一個非建制地區。該地的面積和人口皆未知。

## 地理
埃瓦爾茲的座標為42°15′11″N 89°28′28″W / 42.25306°N 89.47444°W，而該地的平均海拔高度為250米（即820英尺）。